# Bob Carroll (Sänger)
Robert Carroll (* 18. Juni 1918; † 19. November 1994 in Port Washington (New York)) war ein US-amerikanischer Sänger im Bereich des Swing und der Populären Musik sowie Schauspieler.

## Leben
Bob Carroll gehörte mit seinem makellosen, angenehm weichen Bariton zu der Generation von Bandsängern, die sich am melodramatischen Gesang von Bing Crosby in den 1930er Jahren orientierten. Als Sänger gehörte er in den 1940er Jahren den bekannten Orchestern der Swingära an, wie von Charlie Barnet („I Hear a Rhapsody“  und „I’ll Remember April“, 1941), Jimmy Dorsey („Ballerina“) und schließlich Glenn Millers Army Air Force Band.
Weitere Einspielungen in dieser Zeit machte Carroll 1942 mit Ted Fioritos Orchester „Rio Rita“, für Decca Records, der zu Fioritos Erkennungsmelodie wurde. Fünf Jahre später nahm Carroll „Sapphire of the South Seas“ mit dem Dick McIntyre Orchestra auf. Mit dem Ende der Bigband-Ära ging auch Carrolls Karriere als Sänger zu Ende; Anfang der 1950er Jahre war er noch bei Gordon Jenkins, für den er 1951 den Hit „Charmaine“ einspielte. In den 1960er Jahren wechselte er ins Schauspielfach und wirkte bei zahlreichen Broadwaytheater-, Film- und Fernsehproduktionen mit. Der Höhepunkt seiner Schauspieler-Karriere war in den 1960er Jahren; sein wohl bekanntester Film war 1951 The Prowler. Außerdem wirkte er in zahlreichen TV-Soap Operas (The Edge of Night) und Serien mit. Er starb mit 76 Jahren in seinem Wohnort Port Washington (New York).
Bob Carroll ist nicht mit den gleichnamigen Tenorsaxophonisten (1905–1952) zu verwechseln, der u. a. bei Fats Waller spielte.

## Diskographische Hinweise
- Charlie Barnet: The Transcription Performances 1941 (Hep Records)
- Dorsey Brothers Orchestra: Casino Gardens Ballroom 1946 (Hep, 1945–1947)

## Filmografie (Auswahl)
- 1951: Dem Satan singt man keine Lieder (The Prowler)
- 1957: Williamsburg: The Story of a Patriot